# Hermilio de Oloriz

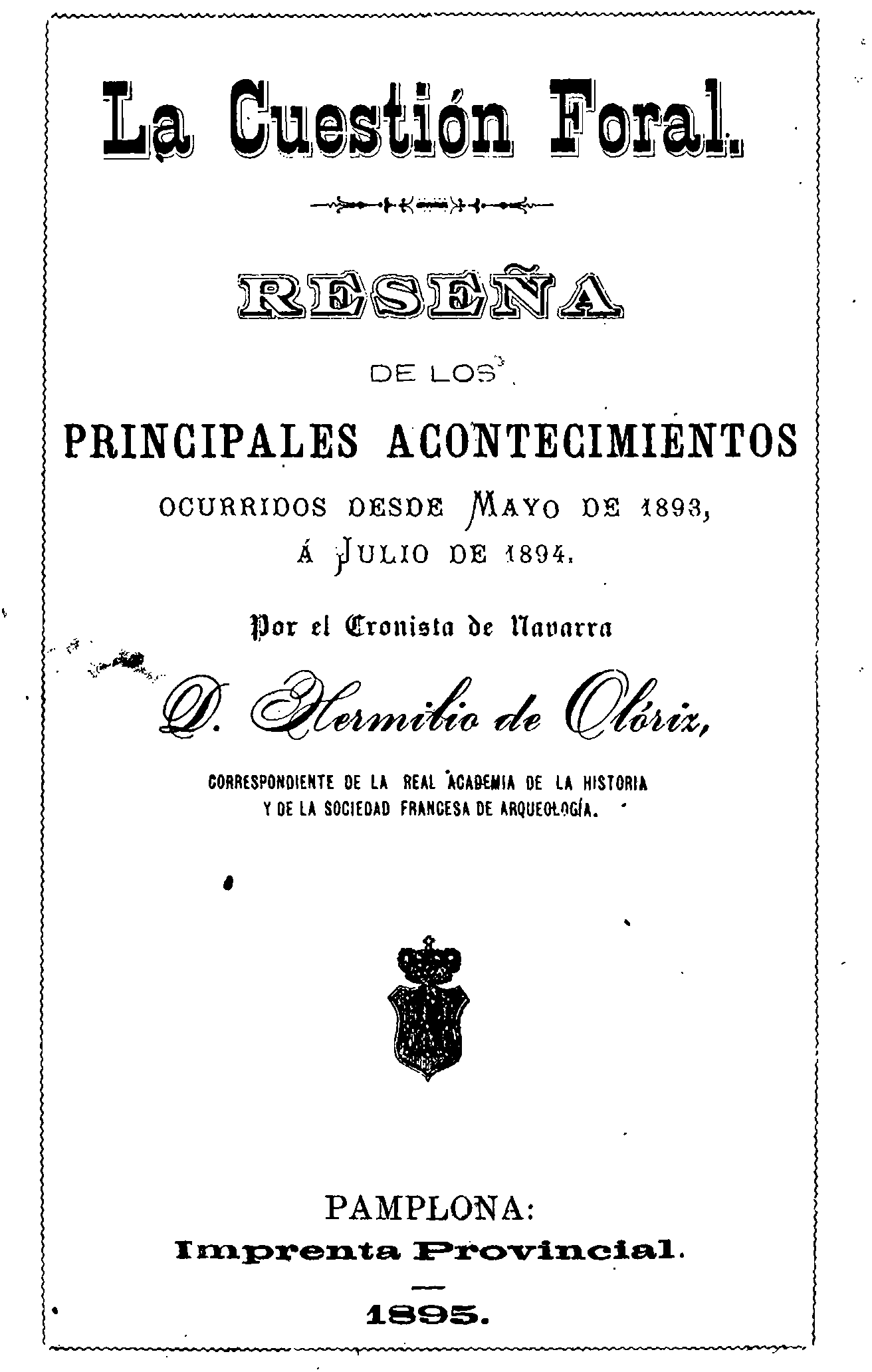
La Cuestión Foral

Hermilio de Olóriz Azparren (Pamplona, 1854 - Pamplona, 1919) fue un escritor, historiador y político navarro de ideología fuerista. Fue el autor de la "Cartilla Foral" (1894), manifiesto independentista en tiempos de la "Gamazada". En dicho folleto proponía también un himno de Navarra.

## Vida y Obra
Autor del "Romancero de Navarra" (1876), la obra teatral "En manos del extranjero" (1878) y "Fundamento y defensa de los Fueros" (1880), siendo nombrado bibliotecario y cronista de la Diputación de Navarra, cargo que desempeñó hasta su muerte.
Se impone en 1882 en el certamen poético del Ayuntamiento de Pamplona con dos obras tituladas "Navas de Tolosa" y "Roncesvalles" y también recibe el máximo galardón al año siguiente por "Calahorra", donde narra la defensa de la ciudad contra el imperio romano, tal y como hiciera Numancia o Sagunto para la historiografía española. La Diputación foral en 1883 recopila su obra poética en el libro "Laureles y Siemprevivas".
En 1885 ingresa como miembro de número en la Real Academia de la Historia.
Realiza "Aula de Dios" y otras muchas obras como "Resumen histórico del antiguo Reino de Navarra" (1887), la citada "Cartilla Foral" (1894), "La cuestión foral" (1895), "Ecos de mi Patria" (1900), "Ligeras notas biográficas de algunos varones ilustres del Reino de Navarra" (1904), "Navarra en la guerra de la Independencia" (1910), "Breves nociones geográficas del Reino de Navarra" y "Nueva biografía del Doctor Navarro D. Martín de Aspilcueta y enumeración de sus obras" (1918).
Se destaca de su obra de narración en verso, en la que se autoencasilló, la facilidad para el verso octosílabo y endecasílabo.

## Actividad política
Si bien nunca estuvo afiliado a ningún partido concreto, desarrolló su labor en el ámbito de la "Asociación Euskara de Navarra", institución que supuso el renacer científico de la cultura vasca en Navarra. Fue parte en 1877 del grupo de intelectuales fundadores de la misma y llegó a formar parte en 1878 de la directiva de su órgano de expresión que era la revista "Euskara".
Fue el autor de la "Cartilla Foral" en 1894 cuando en Navarra se vivía un ambiente prebélico tras el intento de reforma de la autonomía fiscal por parte del Ministro Gamazo.
En dicha cartilla se explicaba de forma breve y extraordinariamente sencilla, con estructura de pregunta - respuesta, la antigua independencia de Navarra, el significado de los fueros y los ataques que sufría por parte del gobierno central.

"*No comprendo, ¿cómo podía ser independiente (Navarra), formando parte de España? 
- El Reino de Navarra era independiente, porque no tenía de común con España más que la unidad del Rey (...)
- ¿Y en qué derechos se escuda el Gobierno para cometer semejantes arbitrariedades?
- Ya nos lo tiene dicho; en el derecho del número, en el de la fuerza.
- Pues si el Gobierno ha roto la Ley del 41, Navarra puede dar por rescindida esa Ley y tendrá derecho a gozar de los Fueros consignados en el Pacto de 1512.
- Bien dice usted; y revivirán nuestras Cortes, tendremos Tribunales de Justicia propios, serán nuestros los rendimientos de aduanas y del estanco del tabaco, nombraremos Maestros amantes de Navarra, no daremos quintas ni contribuciones y sólo entregaremos al Rey de España, como donativo voluntario, la cantidad que juzguemos equitativa."

Oloriz y los fueristas, defendían que si el Estado había roto el pacto realizado con Navarra en 1841, Navarra tenía derecho a volver al pacto anterior (realizado en 1512 tras la invasión del Reino de Navarra por el de Castilla), por el que, en consecuencia, volvería a ser reino independiente.
El nacionalismo vasco, surgido con Sabino Arana en esa misma época, reclamaba directamente el independentismo y sugería, sin la belicosidad navarra, heredada del carlismo, la retrotracción de los hechos hasta antes de 1512, antes de que Navarra fuera invadida por Castilla y, por lo tanto, libre de decidir su futuro.

## Símbolos de Navarra
En 1894, incluyó en su citada "Cartilla Foral" un belicoso himno de Navarra:

"Blandid los aceros / a Dios invocad / que vivan los Fueros / navarros gritad / Navarra, patria de héroes, / Tú que supiste ser / en tus empresas fuerte / y a tus deberes fiel / no sufras la coyunda / de vergonzosa ley / ni gimas como esclava / cuando eras Reina ayer. / Blandid los aceros / a Dios invocad / que vivan los Fueros / navarros gritad / Morir es mejor que / humillar en el polvo la frente / perdido el honor."

En 1910, próxima la celebración del aniversario de la Batalla de las Navas de Tolosa, Olóriz, junto con Julio Altadill y Arturo Campión, diseñó el escudo y la actual bandera de Navarra, que ese mismo año aprobó la Diputación navarra.

## Reconocimientos
Fue alabado, entre otros muchos, por Zorrilla, Campoamor, Menéndez Pelayo y también por representantes del nacionalismo vasco como Arturo Campión y Sabino Arana, siendo denominado laudatoriamente por este último "el cronista de Nabarra". Diversas personalidades han solicitado un mayor reconocimiento de su labor por Navarra.
En el año 2017 recibe a título póstumo la Medalla de Oro de Navarra junto a Arturo Campión y Julio Altadill, según Decreto Foral 97/2017, de 31 de octubre, "por su aportación a la historia, a la cultura, a la identidad de Navarra, a la defensa de los derechos históricos del antiguo Reino de Navarra y, sobre todo y de una manera especial, por su labor decisiva a la hora de definir para Navarra un símbolo permanente de su identidad del que carecía hasta entonces: la bandera de Navarra tal y como se conoce hoy, cuyo diseño fue aprobado por la Diputación Foral en 1910." 